# Цытович, Николай Мартинианович
Никола́й Мартиниа́нович Цыто́вич (1861—1919) — русский учёный и педагог в области экономики и статистики, доктор наук,
заслуженный профессор и ректор Императорского университета Св. Владимира (1905—1917), действительный статский советник.

## Биография
Православный. Из дворян.
Окончил Киевскую Первую гимназию (1879) и юридический факультет Университета Святого Владимира со степенью кандидата (1883), причем получил золотую медаль за сочинение «Кустарная промышленность в России». В том же году был оставлен при университете стипендиатом для приготовления к профессорскому званию по кафедре политической экономии и статистики.
В 1886 году выдержал экзамен на степень магистра и был допущен к чтению к лекций по политической экономии и статистике, в качестве приват-доцента. В 1889 году защитил магистерскую диссертацию «Обзор учений о предпринимательской прибыли» и получил заграничную командировку. В течение двух лет слушал лекции по предметам своей специальности в Берлине, Тюбингене, Париже и Брюсселе; собирал материалы для докторской диссертации.
По возвращении из-за границы в 1891 году, возобновил чтение лекций по статистике в университете Св. Владимира, а в 1893 году был назначен и. д. экстраординарного профессора по кафедре полицейского права, которую занимал до самой смерти. В 1899 году получил степень доктора политической экономии и статистики за диссертацию «Местные расходы Пруссии в связи с теорией местных расходов», и в том же году назначен ординарным профессором по занимаемой им кафедре.
В 1900 году был назначен секретарем, а в 1902 году — деканом юридического факультета. 6 сентября 1905 года был избран ректором университета Св. Владимира, в каковой должности состоял до 1917 года. В 1911 году был удостоен звания заслуженного профессора. Дослужился до чина действительного статского советника (1909).
Помимо отдельных работ поместил ряд статей в периодических изданиях, наиболее заметные из которых: «О голодах в Западной Европе», «Страхование на случай безработицы в Швейцарии» (обе в «Киевских Университетских Известиях»), «Экономические воззрения Б. Н. Чичерина» (в «Вестнике Права»).
Умер в 1919 году в Киеве. Был разведён, детей не имел. До революции владел домом и дачей в Киеве.

## Награды
- Орден Святой Анны 2-й степени (1906)
- Орден Святого Владимира 3-й степени (1913)
- Орден Святого Станислава 1-й степени (1914)

## Труды
- Кустарная промышленность в России. — Киев, 1884.
- Курс статистики. Народонаселение. — Житомир, 1886.
- Местные расходы Пруссии в связи с теорией местных расходов. — Киев, 1898.
- Политическая реформа и социальный переворот. — Киев, 1906.
- Курс лекций по полицейскому праву. — Киев, 1907.
- Принудительное отчуждение и аграрный вопрос. — Киев, 1907.
- Сельское общество, как орган местного управления. — Киев, 1911.
- Проект закона о предупреждении дробления мелкой земельной собственности. — Киев, 1914.